# 경주 기림사 진남루
경주 기림사 진남루(慶州 祇林寺 鎭南樓)는 대한민국 경상북도 경주시 문무대왕면 호암리, 기림사에 있는 건축물이다. 1991년 9월 6일 경상북도의 문화재자료 제251호로 지정되었다.

## 개요
기림사는 함월산 기슭에 있는 절로 신라 선덕여왕 12년(643)에 세웠다. 기림사란 이름은 부처가 생전에 제자들과 함께 활동하던 인도의 기원정사를 뜻한다.
진남루는 이 절의 중심 건물인 대적광전 남쪽에 자리잡고 있다. 지은 시기는 알 수가 없고 다만 조선 영조 16년(1740)에 쓴 사적기에도 기록이 없는 것으로 미루어 그 이후에 세운 것임을 알 수 있다.
지붕은 옆면에서 볼 때 사람 인(人)자 모양인 맞배지붕이다. 지붕 처마를 받치기 위해 장식하여 만든 공포는 새 날개 모양인 익공 양식으로 꾸몄다.
이 건물은 호국 사찰로 승병 활동과 관련이 있던 것으로 추정한다.

## 참고 자료
- 기림사진남루 - 국가유산청 국가유산포털